# Садовая улица (Владикавказ)
Садо́вая улица — улица во Владикавказе, Северная Осетия, Россия. Улица располагается в Иристонском муниципальном округе Владикавказа между улицами Пушкинской и Декабристов. Начинается от Пушкинской улицы.
На Садовой улице заканчивается Грузинская и начинается улица Сады Шалдона.
Улица образовалась в начале XX века и впервые была отмечена как «Улица 5-я Линия» на Плане города Владикавказа Терской области от 1911 года.
В 1937 году значилась на плане Орджоникидзе как «Нейтральная улица».
В 1943 году обозначена на плане города Орджоникидзе как «Садовая улица».